# Ploesoma truncatum
Ploesoma truncatum är en hjuldjursart som först beskrevs av K.M. Levander 1894.  Ploesoma truncatum ingår i släktet Ploesoma och familjen Synchaetidae. Arten är reproducerande i Sverige. Inga underarter finns listade i Catalogue of Life.